# Executive Intelligence Review
Executive Intelligence Review (EIR) é uma revista semanal de notícias e análise política fundada em 1974 pelo ativista político estadunidense Lyndon LaRouche. Com sede em Leesburg, Virgínia, mantém escritórios em vários outros países, de acordo com seu conselho de diretores, incluindo Wiesbaden, Berlim, Copenhague, Paris, Melbourne e Cidade do México. Em 2009, a editora da EIR era Nancy Spannaus. Em 2015, foi relatado que Nancy Spannaus não era mais editora-chefe, posição ocupada conjuntamente por Paul Gallagher e Tony Papert.[carece de fontes?]
EIR é uma publicação de propriedade do movimento LaRouche. Outras incluem The New Federalist;  21st Century Science and Technology; Nouvelle Solidarité na França; Neue Solidarität, publicada pela Bürgerrechtsbewegung Solidarität na Alemanha; e Fidelio, revista trimestral publicada pelo Schiller Institute, também na Alemanha. O New Solidarity International Press Service, ou NSIPS, era um serviço de notícias creditado como editor da EIR e de outras publicações de LaRouche.

## História
John Rausch escreve que a revista surgiu do desejo de LaRouche nos anos 1970 de formar uma rede de inteligência global. Sua ideia era organizar a rede como se fosse um veículo de notícias, o que o levou a fundar a New Solidarity International Press Service (NSIPS), incorporada por três seguidores de LaRouche em 1974. Segundo Rausch, isso permitiria que o movimento LaRouche ganhasse acesso a funcionários do governo sob a cobertura da imprensa. À medida que os fundos do NSIPS cresciam, a EIR foi criada.
Na década de 1980, uma assinatura anual custava US$ 400. Nora Hamerman, editora do EIR, disse em 1990 que a revista tinha uma tiragem de 8.000 a 10.000 exemplares. Ela indicou que a revista pertencia ao EIR News Service, mas se recusou a dizer quem era o dono do serviço de notícias. Um anúncio em um site da LaRouche instou os leitores a se inscreverem. "Como você descobrirá rapidamente, a Executive Intelligence Review não é uma revista de notícias semanais comum. Todas as semanas, a EIR faz análises políticas, relatórios e entrevistas exclusivos que você não encontra em nenhum outro lugar."

### Controvérsias e críticas
A revista foi acusada de publicar notícias falsas e teorias da conspiração, incluindo acusasões de que a rainha britânica Isabel II é chefe de um cartel internacional de contrabando de drogas, que outro membro da família real britânica teria matado Roberto Calvi, o banqueiro italiano que morreu em Londres em 1982, e que o ataque de Oklahoma City em 1995 foi o primeiro ataque em uma tentativa britânica de assumir o controle dos Estados Unidos. Em 1997 publicou uma resenha do livro "La face cachee de Greenpeace" (A face oculta do Greenpeace), afirmando que o Greenpeace "é um aparelho de guerra irregular a serviço da oligarquia britânica".
Em 1992, a EIR foi acusada de antissemitismo ao publicar um panfleto intitulado "The Ugly Truth About the ADL" (A verdade feia sobre a ADL), que alegou que a Liga Anti-Difamação "é uma das agências mais perniciosas que trabalham para destruir os Estados Unidos, através da subversão da lei e dos valores morais... e por meio de seu conluio com agências estrangeiras hostis." O panfleto também afirmava que a ADL era responsável pela dependência de drogas nos Estados Unidos. Um colaborador da The Forward escreveu em 2018 que o panfleto continha "o que parece ser as primeiras acusações de que as viagens de intercâmbio da ADL com a aplicação da lei com Israel possuíam uma influência perniciosa nas forças de aplicação da lei americana".
Em 2002, Arnaud de Borchgrave, editor-chefe do The Washington Times, referiu-se à Executive Intelligence Review como "um potpourri anti-semita de desinformação, factóides, rumores, fofocas, caricaturas e fatos ocasionais".

### Relação com os grandes veículos
Rausch escreve que, apesar da conexão com LaRouche, EIR recebeu muito pouca atenção da mídia tradicional e, quando recebia, era em poucas ocasiões. John King, um repórter do The Globe and Mail em Toronto, relatou que em 1984, quando os funcionários do EIR apareciam em Washington, D.C. e Nova York para discursar contra pessoas que eles consideravam oponentes. Em 1988, um de seus repórteres, Nicholas Benton, recebeu uma resposta durante uma entrevista coletiva do presidente Ronald Reagan em resposta a uma pergunta sobre Michael Dukakis, que recebeu ampla cobertura de outros veículos. Em 1998, um de seus ex-escritores, Jeffrey Steinberg, foi entrevistado pela BBC sobre uma teoria da conspiração disseminada por LaRouche de que a família real britânica havia ordenado o assassinato de Diana, Princesa de Gales. A EIR havia descrito como a "expressão teórica definitiva de que foi 'assassinato, não acidente"" sobre a morte de Diana.
Os escritórios da EIR foram alvo de buscas em 1986 como parte de uma investigação sobre negócios relacionados à LaRouche na acusação de certos indivíduos por fraude de cartão de crédito envolvendo a organização. Em 1988, os escritórios da EIR compartilhados com outra entidade ligada a LaRouche, a Fusion Energy Foundation, foram apreendidos para o pagamento de multas por desacato ao tribunal relacionadas à investigação. O editor colaborador Webster Tarpley disse que o fechamento foi um esforço do "governo invisível, secreto e paralelo" para silenciar LaRouche por causa de suas campanhas presidenciais. LaRouche e vários membros da equipe da EIR foram condenados por fraude postal e outras acusações.

No Brasil, a EIR era citada pelo médico cardiologista e político Enéas Carneiro em suas entrevistas para a imprensa. Durante sua campanha nas eleições presidenciais em 1998, Enéas Carneiro acusou o investidor húngaro George Soros de envolvimento com narcotráfico e denunciou uma suposta “aliança” entre Soros e os três primeiros colocados na corrida eleitoral: Fernando Henrique Cardoso, Luiz Inácio Lula da Silva e Ciro Gomes.
Está escrito aqui: o presidente candidato é apoiado por George Soros, o maior dos narcotraficantes [imagem da capa de EIR], segundo a revista 'EIR'. O candidato do PT assinou, lá fora, um documento a favor da legalização das drogas. Um terceiro, diz [trecho do horário eleitoral de Ciro Gomes] “que não tenho rabo preso nas mãos dos interesses da especulação internacional” [Enéas Carneiro] mas, assina, junto com os outros dois candidatos um documento de submissão do Brasil às grandes potências. O senhor quer ver seu filho comprando cocaína na porta da escola? A decisão é sua. Meu nome é Enéas, 56!.
Em 1999, o EIR foi notícia internacional ao listar em seu website os nomes de 117 agentes do serviço de inteligência MI6 do Reino Unido, uma lista que supostamente teria sido obtida do ex-agente Richard Tomlinson (embora o governo posteriormente admitisse que a lista não era originária com ele). Um porta-voz da EIR disse que recebeu a informação não solicitada.

## Membros da equipe e colaboradores
- Lyndon LaRouche, fundador e editor colaborador
- Nicholas Benton, chefe do escritório em Washington D.C. e correspondente na Casa Branca
- Michael Billington, editor para Ásia
- Anton Chaitkin, editor de história
- Robert Dreyfuss, ex-diretor de inteligência para o Oriente Médio
- F. William Engdahl, ex-colaborador
- David P. Goldman, ex-colaborador
- Laurent Murawiec, ex-editor e colaborador
- Webster Tarpley, ex-editor e colaborador